# Hans Knauß
Hans Knauß (ur. 9 lutego 1971 w Schladming) – austriacki narciarz alpejski, wicemistrz olimpijski oraz dwukrotny medalista mistrzostw świata.

## Kariera
Po raz pierwszy na arenie międzynarodowej Hans Knauß pojawił się w 1988 roku, kiedy wystartował na mistrzostwach świata juniorów w Madonna di Campiglio. Zajął tam między innymi dwunaste miejsce w supergigancie i dwudzieste w kombinacji. Jeszcze dwukrotnie startował na imprezach tego cyklu, najlepszy wynik osiągając podczas mistrzostw świata juniorów w Zinal w 1990 roku, gdzie był ósmy w supergigancie. W zawodach Pucharu Świata zadebiutował 28 listopada 1992 roku w Sestriere, zajmując 28. miejsce w gigancie. Tym samym już w swoim debiucie wywalczył pierwsze pucharowe punkty. Na podium zawodów tego cyklu po raz pierwszy stanął 17 marca 1994 roku w Vail, zajmując trzecie miejsce w supergigancie. W zawodach tych wyprzedzili go jedynie dwaj Norwegowie: Jan Einar Thorsen oraz Lasse Kjus. Łącznie 27 razy stawał na podium, odnosząc przy tym siedem zwycięstw: 17 grudnia 1995 roku w Alta Badia, 14 stycznia w Adelboden i 15 marca 2003 roku w Lillehammer wygrywał giganta, 17 grudnia 1995 roku w Valloire, 16 grudnia 1996 roku w Val d’Isère i 8 marca 1998 roku w Kvitfjell był najlepszy w supergigancie, a 23 stycznia 1999 roku w Kitzbühel zwyciężył w zjeździe. Ostatni raz na podium stanął 20 grudnia 2013 roku w Val Gardena, zajmując trzecie miejsce w zjeździe. Najlepsze wyniki osiągnął w sezonie 1998/1999, kiedy był piąty w klasyfikacji generalnej, czwarty w zjeździe, piąty w supergigancie i siódmy w klasyfikacji giganta. Knauß zajmował także drugie miejsce w klasyfikacji supergiganta w sezonach 1995/1996 i 1997/1998 oraz trzecie klasyfikacji giganta w sezonach 1996/1997 i 2002/2003.
Pierwszy medal na arenie międzynarodowej Austriak wywalczył w 1998 roku, kiedy podczas igrzysk olimpijskich w Nagano zdobył ex aequo ze Szwajcarem Didierem Cuche srebrny medal w supergigancie. Obu zawodników wyprzedził o 0,61 sekundy inny Austriak, Hermann Maier. Na tych samych mistrzostwach Knauß był także czwarty w gigancie. Uzyskał szósty czas pierwszego przejazdu oraz czwarty wynik drugiego, co dało mu ostatecznie czwarty łączny czas. Walkę o podium przegrał tam z Michaelem von Grünigenem ze Szwajcarii o 0,02 sekundy. Na rozgrywanych rok później mistrzostwach świata w Vail w supergigancie wywalczył brązowy medal, ulegając o 0,01 sekundy Maierowi i Kjusowi, którzy ex aequo zwyciężyli. Cztery dni później Knauß zajął czwarte miejsce w zjeździe, walkę o medal przegrywając z Kjetilem André Aamodtem o 0,02 sekundy. Ostatni medal zdobył na mistrzostwach świata w Sankt Moritz w 2003 roku, zajmując drugie miejsce w gigancie. W zawodach tych rozdzielił na podium dwóch reprezentantów USA: Bode Millera i Erika Schlopy'ego. Blisko kolejnego medalu był podczas mistrzostw świata w Sestriere w 1997 roku, gdzie w supergigancie był czwarty. W walce o medal lepszy okazał się tam jego rodak, Günther Mader, który wyprzedził go o 0,06 sekundy.
Kilkukrotnie zdobywał medale mistrzostw Austrii, w tym złote w gigancie w latach 1994 i 1997. W 1998 roku otrzymał Odznakę Honorową za Zasługi dla Republiki Austrii. W grudniu 2004 roku został oskarżony o stosowanie niedozwolonych substancji (nandrolon) i zawieszony. Próbka B także dała wynik pozytywny. Austriak został ostatecznie zawieszony na dwa lata i w 2005 roku postanowił zakończyć karierę.
Po zakończeniu kariery narciarskiej startował w wyścigach samochodowych, głównie w seriach Porsche Supercup i FIA GT Championship. Pracował także jako konsultant dla austriackiej telewizji.
Jego brat, Bernhard Knauss, również był narciarzem.

## Osiągnięcia

### Igrzyska olimpijskie
| Miejsce | Dzień     | Rok  | Miejscowość    | Konkurencja | Czas biegu | Strata | Zwycięzca          |
| ------- | --------- | ---- | -------------- | ----------- | ---------- | ------ | ------------------ |
| DNF     | 15 lutego | 1994 | Lillehammer    | Kombinacja  | 3:17,53    | -      | Lasse Kjus         |
| 20.     | 17 lutego | 1994 | Lillehammer    | Supergigant | 1:32,53    | +2,12  | Markus Wasmeier    |
| 2.      | 16 lutego | 1998 | Nagano         | Supergigant | 1:34,82    | +0,61  | Hermann Maier      |
| 4.      | 19 lutego | 1998 | Nagano         | Gigant      | 2:38,51    | +1,20  | Hermann Maier      |
| DNF     | 21 lutego | 2002 | Salt Lake City | Gigant      | 2:23,28    | -      | Stephan Eberharter |

### Mistrzostwa świata
| Miejsce | Dzień     | Rok  | Miejscowość   | Konkurencja | Czas biegu | Strata | Zwycięzca                |
| ------- | --------- | ---- | ------------- | ----------- | ---------- | ------ | ------------------------ |
| 9.      | 13 lutego | 1996 | Sierra Nevada | Supergigant | 1:21,80    | +0,83  | Atle Skårdal             |
| 16.     | 17 lutego | 1996 | Sierra Nevada | Zjazd       | 2:00,17    | +2,11  | Patrick Ortlieb          |
| DNF     | 19 lutego | 1996 | Sierra Nevada | Kombinacja  | 3:31,95    | -      | Marc Girardelli          |
| DSQ     | 23 lutego | 1996 | Sierra Nevada | Gigant      | 1:58,63    | -      | Alberto Tomba            |
| 4.      | 3 lutego  | 1997 | Sestriere     | Supergigant | 1:29,68    | +0,39  | Atle Skårdal             |
| 7.      | 12 lutego | 1997 | Sestriere     | Gigant      | 2:48,23    | +1,99  | Michael von Grünigen     |
| 3.      | 2 lutego  | 1999 | Vail          | Supergigant | 1:14,53    | +0,01  | Lasse Kjus Hermann Maier |
| 4.      | 6 lutego  | 1999 | Vail          | Zjazd       | 1:40,60    | +0,59  | Hermann Maier            |
| 2.      | 12 lutego | 2003 | Sankt Moritz  | Gigant      | 2:45,93    | +0,03  | Bode Miller              |

### Mistrzostwa świata juniorów
| Miejsce | Dzień       | Rok  | Miejscowość          | Konkurencja | Czas biegu | Strata | Zwycięzca             |
| ------- | ----------- | ---- | -------------------- | ----------- | ---------- | ------ | --------------------- |
| 30.     | 27 stycznia | 1988 | Madonna di Campiglio | Zjazd       | 1:33,15    | +2,90  | Kaspar Gilgenrainer   |
| 12.     | 28 stycznia | 1988 | Madonna di Campiglio | Supergigant | 1:35,26    | +1,69  | Jeremy Nobis          |
| 21.     | 29 stycznia | 1988 | Madonna di Campiglio | Gigant      | 2:05,55    | +1,98  | Gregor Grilc          |
| 34.     | 30 stycznia | 1988 | Madonna di Campiglio | Slalom      | 1:42,30    | +8,50  | Stefan Szałamanow     |
| 20.     | 30 stycznia | 1988 | Madonna di Campiglio | Kombinacja  | ?          | ?      | Konstantin Czistiakow |
| 10.     | 5 kwietnia  | 1989 | Aleyska              | Zjazd       | 1:28,93    | +1,33  | Ed Podivinsky         |
| 8.      | 22 marca    | 1990 | Zinal                | Supergigant | 1:24,30    | +2,11  | Kjetil André Aamodt   |
| 11.     | 24 marca    | 1990 | Zinal                | Gigant      | 2:20,38    | +3,15  | Lasse Kjus            |

### Puchar Świata

#### Miejsca w klasyfikacji generalnej
- sezon 1992/1993: 71.
- sezon 1993/1994: 39.
- sezon 1994/1995: 73.
- sezon 1995/1996: 6.
- sezon 1996/1997: 7.
- sezon 1997/1998: 5.
- sezon 1998/1999: 5.
- sezon 1999/2000: 18.
- sezon 2000/2001: 32.
- sezon 2001/2002: 21.
- sezon 2002/2003: 10.
- sezon 2003/2004: 9.
- sezon 2004/2005: 88.

#### Zwycięstwa w zawodach
1. Alta Badia – 17 grudnia 1995 (gigant)
2. Valloire – 17 grudnia 1995 (supergigant)
3. Val d’Isère – 16 grudnia 1996 (supergigant)
4. Kvitfjell – 8 marca 1998 (supergigant)
5. Kitzbühel – 23 stycznia 1999 (zjazd)
6. Adelboden – 14 stycznia 2003 (gigant)
7. Lillehammer – 15 marca 2003 (gigant)

- 7 zwycięstw (3 giganty, 3 supergiganty i 1 zjazd)

#### Pozostałe miejsca na podium
1. Vail – 17 marca 1994 (supergigant) – 3. miejsce
2. Park City – 25 listopada 1995 (gigant) – 3. miejsce
3. Val d’Isère – 10 grudnia 1995 (supergigant) – 3. miejsce
4. Kitzbühel – 14 stycznia 1996 (kombinacja) – 2. miejsce
5. Happo One – 3 marca 1996 (supergigant) – 3. miejsce
6. Park City – 25 listopada 1996 (gigant) – 2. miejsce
7. Breckenridge – 30 listopada 1996 (gigant) – 3. miejsce
8. Beaver Creek – 6 grudnia 1997 (supergigant) – 3. miejsce
9. Val d’Isère – 14 grudnia 1997 (gigant) – 3. miejsce
10. Garmisch-Partenkirchen – 1 lutego 1998 (supergigant) – 2. miejsce
11. Crans-Montana – 14 marca 1998 (gigant) – 2. miejsce
12. Kranjska Gora – 5 stycznia 1999 (gigant) – 3. miejsce
13. Schladming – 9 stycznia 1999 (supergigant) – 3. miejsce
14. Wengen – 16 stycznia 1999 (zjazd) – 3. miejsce
15. Ofterschwang – 27 lutego 1999 (gigant) – 2. miejsce
16. Sankt Moritz – 3 lutego 2002 (gigant) – 3. miejsce
17. Park City – 22 listopada 2003 (gigant) – 3. miejsce
18. Vail – 6 grudnia 2003 (zjazd) – 2. miejsce
19. Vail – 7 grudnia 2003 (supergigant) – 3. miejsce
20. Val Gardena – 20 grudnia 2003 (zjazd) – 3. miejsce